# Елективна астрологія
Астрологія вибору або Елективна астрологія (від лат. electio — вибір), дослівно, також відома як астрологія подій — є розділом астрології. За допомогою елективного розділу астрології визначається найсприятливіший час для тієї чи іншої дії. Це принципово відрізняється від хорарної астрології, оскільки хорарна астрологія намагається знайти відповіді на питання, а елективна астрологія намагаються визначити найсприятливіший період часу для певної дії, що призведе до найкращого результату для події, що планується.
Елективна астрологія переважно використовується на державному рівні для планування військових битв, на побутовому для планування весілля, інших святкових заходів та поїздок.

## Історія
Елективна астрологія є одним з наймодніших напрямків в астрології і була добре відома ще за часів Античності під назвою  катархічна астрологія  або катархен-астрології. Ця назва походить від дав.-гр. καταρχήν (принцип, початок), оскільки катархічна астрологія займалася відшуканням сприятливого моменту для початку будь-якої справи з метою домогтися в запланованому заході успіху. Застосування елективної астрології зафіксовано вже на межі IV-III ст. до н. е. в свідоцтві звернення Селевка Нікатора до Вавилонських астрологів з метою дізнатися сприятливий момент для закладки міста Селевкія.
Методика елективної астрології швидко набула популярності, оскільки з її допомогою астролог міг давати відповіді на питання клієнта без з'ясування його часу народження, яке зазвичай було відомо клієнту з малою точністю. На початку нової ери елективна астрологія стала широко відома в Римській імперії, Візантії, Індії і арабському світі, звідки з перекладами з арабської мови стала відома і в Європі Пізнього Середньовіччя.
Найвідомішими астрологами, що розвивали напрямок елективної астрології, вважаються Серапіон Олександрійський і Доротей Сідонський.

## Загальний огляд методу
В цілому метод елективної астрології зводиться до пошуку дати і часу моменту, в гороскопі якого відсутні несприятливі фактори і присутні сприятливі для планет і домів гороскопу, пов'язаних з даним питанням. Так само іноді в елективній астрології для вибору сприятливого моменту враховують додатково списки планет-управителів днів тижня і годин відповідно до халдейського ряду.
Варто зазначити, що вказівки елективної астрології розглядаються, як слабші в порівнянні з вказівками натальної астрології.

Якби хтось захотів обчислити елекцію сприятливого моменту для зачаття дітей і при цьому мав би в натальній карті виражений сигніфікатор дітей, що вказує, що він навряд чи буде мати дітей, то в цьому випадку елекція буде марною.
— Даріо Клод. Трактат по елекціям для початку усіляких справ // Введення у вироки зірок.